# 201 Batalion Schutzmannschaft
201 Batalion Schutzmannschaft (niem. Schutzmannschaftsbataillon 201) – batalion policyjny Schutzmannschaft, sformowany 21 października 1941 we Frankfurcie nad Odrą, rozformowany 6 stycznia 1943 w Mohylewie, złożony z byłych ukraińskich żołnierzy batalionów Roland i Nachtigall.

## Historia
Po otrzymaniu informacji o aresztowaniu przez Niemców składu rządu Jarosława Stećki żołnierze batalionu „Nachtigall” otwarcie żądali zwolnienia uwięzionych, lub wycofania z frontu. Roman Szuchewycz wysłał do Oberkommando der Wehrmacht oświadczenie, że w tej sytuacji oddziały te nie mogą pozostać w składzie armii niemieckiej. 30 lipca Wilhelm Canaris podjął decyzję o rozwiązaniu batalionu. 13 sierpnia 1941 batalion został wycofany z walk i poprzez Kraków (gdzie go rozbrojono) odtransportowany do Neuhammer, a następnie do Frankfurtu nad Odrą, gdzie skierowano również Batalion „Roland”.
1 grudnia 1941 policjanci batalionu podpisali roczny kontrakt na służbę policyjną. Służba była dobrowolna, jedynie 15 członków Nachtigalla i Rolanda (z liczby ok. 650) odmówiło podpisania kontaktów, zostali natychmiast wysłani do obozów pracy. Dowódcą batalionu w grudniu 1941 został kpt. Ordnungspolizei Wilhelm Mocha, jego zastępcą mjr Jewhen Pobihuszczyj, dowódcą 1 kompanii – kpt. Roman Szuchewycz, dowódcą 2 kompanii – por. Mychajło Brygider (Бригідер). Kolejnymi kompaniami dowodzili por. Sydor i por. Pawłyk.
16 marca 1942 batalion w sile 650 policjantów, otrzymał rozkaz wymarszu na wschód (wyruszył z Frankfurtu 19 marca), został skierowany na tereny obecnej Białorusi, gdzie zluzował łotewski batalion policyjny. Batalion wchodził w skład 62. pułku 201. Dywizji Ochronnej, która od lipca 1942 była podporządkowana SS-Obergruppenführerowi Erichowi von dem Bach-Zelewskiemu, Dowódcy SS i Policji w strefie Grupy Armii „Środek”. Zadaniem batalionu była ochrona obiektów (mostów, sztabów itp.) i jako jednostki policyjno-pacyfikacyjnej – walka z partyzantką radziecką. Został rozdzielony pomiędzy 12 umocnionych punktów na terenie o powierzchni około 2400 km². 2 kompania por. Brygidera została wydzielona do ochrony sztabu w Borowkach. W toku 9-miesięcznych walk żołnierze batalionu zabili ok. 2000–2500 radzieckich partyzantów, tracąc 49 zabitych i 40 rannych.
Z uwagi na stosunek strat (40:1) zarówno Grzegorz Motyka, jak i Per Anders Rudling uważają, że ofiarą batalionu padała również ludność cywilna, a rzeczą dotychczas nie wyjaśnioną jest jego ewentualny udział w pacyfikacji także białoruskich wsi, gdyż źródła nie zawierają informacji na ten temat. Według Pera Rudlinga powojenne wspomnienia ukraińskich weteranów 201 Batalionu Schutzmannschaft nie zawierają wielu faktów co do działalności batalionu, w tym szczegółowej lokalizacji w czasie działań na Białorusi, co uniemożliwia powiązanie batalionu z konkretnymi zbrodniami dokonanymi na ludności cywilnej. Zdaniem Rudlinga rzekome anty-partyzanckie działania były de facto kampanią zagłady, gdzie w raportach pod rubryką „bandytów” wpisywani byli rozstrzelani Żydzi.
Zdaniem ukraińskiego politologa pochodzenia rosyjskiego Ołeksija Martynowa i historyka Adolfa Kondrackiego Batalion 201 wziął udział w represyjno-pacyfikacyjnych akcjach na Wołyniu i na Białorusi w których popełnił zbrodnie na żydowskiej, białoruskiej i ukraińskiej ludności cywilnej. Obaj obarczają batalion winą za pacyfikację ukraińskiej wsi Kortelisy (22 września 1942) i twierdzą, że jego żołnierze spalili tam żywcem 2875 osób. Za sprawców zbrodni w Kortelisach historiografia przyjmuje powszechnie zapasową kompanię policyjną Nürnberg z III batalionu 15 Pułku Policyjnego SS. Ofiarą tej samej akcji pacyfikacyjnej padły również sąsiednie wsie Borki, Zabłocie i Borysówka.
Frank Golczewski z Uniwersytetu w Hamburgu opisując działania 201 Batalionu Schutzmannschaft stwierdził, że polegały one na walce z partyzantami i mordowaniu Żydów, jednak jak zauważył Per Rudling, nie podał źródła tej informacji.
W grudniu 1942 większość policjantów odmówiła przedłużenia kończącego się rocznego kontraktu. Batalion został skierowany do Mohylewa, i 6 stycznia 1943 rozformowany. Policjanci-Ukraińcy zostali partiami (od 5 grudnia do 14 stycznia) przewiezieni pod konwojem do Lwowa (Roman Szuchewycz uciekł z konwoju), i tam wypuszczeni. Zawiadomiono ich tam o formowaniu nowej jednostki w Lublinie, jednak informacja nie wzbudziła zainteresowania. Za męstwo w walkach na Białorusi zostali odznaczeni por. Brydiger oraz chorążowie Małyj i Herzig.
Większość byłych policjantów przeszła do podziemia i zasiliła szeregi Ukraińskiej Powstańczej Armii, a część zasiliła później kadry 14 Dywizji Grenadierów SS.
W 1980 żyło jeszcze 201 weteranów 201 Batalionu Schutzmannschaft, natomiast w 2004 – 4.